# Sjoukje Hooymaayer
Sjoukje Hooymaayer, officiële naam: Sjoukje Marijke Hooijmaaijer (Laren, 27 juli 1940 – Hilversum, 19 september 2018), was een Nederlands actrice.

## Carrière
Hooymaayer studeerde met onder anderen Carol van Herwijnen en Jeroen Krabbé aan de Toneelschool Amsterdam. Haar eindexamenklas ontving de Top Naeff-prijs (1965). Van 1965 tot 1980 was Hooymaayer verbonden aan Toneelgroep Theater en in 1981/1982 aan de Haagse Comedie, daarna werkte ze als freelance actrice.

### Theater
Tijdens haar carrière speelde Hooymaayer uiteenlopende grote rollen voor toneel en tv, zowel komedie als drama, modern als klassiek toneel. Een greep uit haar repertoire: van Goldoni speelde ze onder andere Giachinta in de trilogie Het Buitenverblijf en Mirandolina in De Herbergierster. Ook speelde ze Shakespeare: onder andere Olivia in Driekoningenavond, Rosalinde in Naar het u lijkt en een van de Vrolijke vrouwtjes van Windsor. Daarnaast speelde Hooymaayer in vijf stukken van Alan Ayckbourn, waaronder Wat een gekke man... en z'n vrouw dan..., De Tafel van Tien en de trilogie Zo zijn onze manieren. Ook was ze te zien in De Rit over het Bodenmeer en Neil Simons The prisoner of 2nd avenue.
Hooymaayer stond in stukken van schrijvers als Joe Orton, G.B. Shaw, Marivaux, Ibsen, Ödön von Horváth, Botho Strauß, Marguerite Duras. Voor haar rol van Butler in Kleine Alice van Edward Albee ontving ze de theaterprijs "Colombina".

### Televisiewerk
Naast haar theaterwerk was Hooymaayer te zien op tv, onder andere in de rol van koningin in Vorstenschool van Multatuli en in Verhalen van Boccaccio. Daarnaast deed ze twee liedjesprogramma's met de Belgische zanger Miel Cools en een programma met liedjes van Boris Vian met André van den Heuvel.
Bekendheid bij het grote publiek kreeg Hooymaayer door haar rol van dokter Lydie van der Ploeg in de succesvolle VARA-serie Zeg 'ns AAA. Het programma won in 1984 de Gouden Televizier-Ring. Na Zeg 'ns AAA speelde ze in de televisieserie Zonder Ernst de rol van Jet, met Ellen Vogel in de rol van haar moeder, Ellemijn Veldhuijzen van Zanten als haar dochter en Marnix Kappers als haar vriend.
Tijdens haar werk voor televisie stond Hooymaayer samen met Hans Cornelissen en Luc Lutz op het toneel in het stuk Mijnheer Lievegoed. Daarnaast was zij te zien met Ton van Duinhoven in Wat is er met Melvin? en met André van den Heuvel in De Kreek. Met Manfred de Graaf speelde zij in zowel Het Hemelbed als in Candida.

## Privé
Hooymaayer trouwde twee keer, waarvan de tweede keer met acteur en regisseur René Lobo (1940–2015). Ze had vier kinderen: drie uit haar eerste huwelijk en een uit haar tweede. In april 2018 werd bekend dat ze een vergevorderd stadium van eierstokkanker had. Kort daarop liet ze weten dat zij zich niet liet behandelen. Een maand later speelde ze in Carré voor de laatste keer in de musical My Fair Lady. Sjoukje Hooymaayer overleed in september 2018 op 78-jarige leeftijd. Op 26 september 2018 werd ze begraven op Zorgvlied.

## Filmografie
- Arsène Lupin (televisieserie) – Hélène (afl. "La chaîne brisée", 1971)
- Ieder zijn deel (televisieserie) – rol onbekend (1977)
- Nestwarmte (televisiefilm, 1981) – rol onbekend
- Knokken voor twee (1982) – moeder van Ruud
- Zeg 'ns Aaa (televisieserie, 1981–1993) – dokter Lydie van der Ploeg
- Ha, die Pa! (televisieserie) – Hanna Schwartz (afl. "Het witte bruggetje", 1992)
- 12 steden, 13 ongelukken (televisieserie) – mevrouw de Wind (afl. "Kunstgrepen", 1994)
- Zonder Ernst (televisieserie) – Jet Valkenburg (1994–1998)
- Hartslag (televisieserie) – Romy Snel (afl. "Auf Wiedersehen", 2002)
- Liever verliefd (2003) – Sylvia
- Meiden van De Wit – Heleen Savernije (afl. "Supershake", 2003)
- Sinterklaasjournaal (televisieserie) – moeder van Postbode Piet (editie 2004)
- Boks (televisieserie) – Marjolein Koch (afl. "De heksenkring", 2006)
- Grijpstra & De Gier (televisieserie) – Carola Kelleman (afl. "Jailhouse Rock", 2007)
- Zeg 'ns Aaa (televisieserie) – dokter Lydie van der Ploeg (gastrol, 2009)
- Elvis leeft! (2011) – bejaarde dame
- Dokter Tinus (televisieserie) – Margriet Elsenbosch, moeder van dokter Tinus (gastrol, 2013/2015)